# Hostinec U Labutě
Hostinec U Labutě je bývalý zájezdní hostinec v Praze 4-Krči v Thomayerově ulici (původně ve Vídeňské), který stojí jižně od rybníka Labuť.

## Historie
První zmínka o krčmě na území Horní Krče pochází z roku 1499, kdy bratři z Tandorfu prodali krčskou tvrz s poplužním dvorem a krčmu Novému městu pražskému. O dva roky později ji koupil Jan Duchek za 26 kop grošů: „Zavdal 7 kop grošů a platiti má po 3 kopách, až do vyplnění sumy svrchu psané na každého sv. Jiří“. Krčma byla svobodným majetkem, ze kterého plynula jejímu majiteli povinnost postarat se o své dědice ukládáním 5 grošů z kopy dvakrát ročně (v den svatého Havla a svatého Jiří).
Krčma stála na hlavní silnici z Prahy směrem na Vídeň a patřily k ní také pozemky v okolí. Za třicetileté války byla značně poškozena; v Berní rule k roku 1655 je zápis, že se „krčma v tomto čase nově vyzdvihovala“. Pravděpodobně při této nové výstavbě vzniklo dvorní křídlo se stájemi a chlévy. Tvrz a krčma zůstaly do konce 17. století jedinými objekty trvalého charakteru na území Horní Krče.
Významnými stavebními úpravami prošel hostinec na konci 18. století a kolem roku 1900, kdy jej vlastnil rod hornokrčských statkářů Tomášů. Byly upraveny místnosti pro vnitřní provoz hostince, zaveden nový vstup, upraveny bývalé stáje a kovárna. Došlo i k přístavbě dřevěné verandy v lidově-secesním dekorativistickém duchu podle plánů z roku 1911 (zaniklo před rokem 1938). Restaurace u rybníka se v té době stala výchozím místem procházek do Krčského lesa.
Po roce 1948
Ve druhé polovině 20. století bývalé stáje a chlévy ve dvorní části chátraly. Roku 1958 byl areál jako nejzajímavější objekt v Horní Krči navržen na kulturní památku; zapsán však nebyl. Dvorní trakt s křídly byl po fotodokumentaci bez průzkumu po roce 1970 zbořen.